# Neomicropteryx bifurca
Neomicropteryx bifurca är en fjärilsart som beskrevs av Syuti Issiki 1953. Neomicropteryx bifurca ingår i släktet Neomicropteryx och familjen käkmalar. Inga underarter finns listade i Catalogue of Life.